# Deutsche Leichtathletik-Meisterschaften 1958
Die 58. Deutschen Leichtathletik-Meisterschaften wurden vom 18. bis 20. Juli 1958 in Hannover ausgetragen.

## Wettbewerbsprogramm
In der Frauenleichtathletik wurde mit dem 400-Meter-Lauf eine weitere Laufdistanz mit in das Meisterschaftsprogramm aufgenommen.

## Ausgelagerte Disziplinen
Wie in den Jahren zuvor wurden weitere Meisterschaftstitel an verschiedenen anderen Orten vergeben:
- Ingolstadt, 20. April:
  - Waldläufe mit Einzel-/Mannschaftswertungen auf jeweils einer Streckenlänge für Frauen und Männer
- Ludwigsburg, 30./31. August:
  - 20-km-Gehen (Männer) mit Einzel- und Mannschaftswertung
  - Mehrkämpfe (Frauen: Fünfkampf) / (Männer: Fünf- und Zehnkampf) mit Einzel- und erstmals auch Mannschaftswertungen
- Rottach-Egern, 5. Oktober:
  - Marathonlauf (Männer) mit Einzel- und Mannschaftswertung[2][3]
  - 50-km-Gehen (Männer) mit Einzel- und Mannschaftswertung

## Rekorde
Im 100-Meter-Lauf wurde der seit 1954 bestehende Europarekord (ER) von 10,2 s (damals Weltrekord durch Heinz Fütterer) viermal egalisiert:
- Heinz Fütterer (Karlsruher SC), erstes Halbfinale
- Armin Hary (TSV Bayer 04 Leverkusen), erstes Halbfinale
- Manfred Germar (ASV Köln), Finale
- Armin Hary (TSV Bayer 04 Leverkusen), Finale

## Medaillengewinner Männer
Die folgenden Übersichten fassen die Medaillengewinner und -gewinnerinnen zusammen. Eine ausführlichere Übersicht mit den jeweils ersten sechs in den einzelnen Disziplinen findet sich unter dem Link Deutsche Leichtathletik-Meisterschaften 1958/Resultate.
| Disziplin                                    | Gold                                                                 | Leistung             | Silber                                                                  | Leistung              | Bronze                                                                         | Leistung               |
| -------------------------------------------- | -------------------------------------------------------------------- | -------------------- | ----------------------------------------------------------------------- | --------------------- | ------------------------------------------------------------------------------ | ---------------------- |
| 100 m                                        | Manfred Germar (ASV Köln)                                            | 10,2 s ERe           | Armin Hary (TSV Bayer 04 Leverkusen)                                    | 10,2 s ERe            | Heinz Fütterer (Karlsruher SC)                                                 | 10,4 s00               |
| 200 m                                        | Manfred Germar (ASV Köln)                                            | 20,9 s0000           | Edmund Burg (Karlsruher SC)                                             | 21,3 s0000            | Karl-Heinz Naujoks (TSV Bayer 04 Leverkusen)                                   | 21,3 s00               |
| 400 m                                        | Carl Kaufmann (Karlsruher SC)                                        | 46,9 s0000           | Karl-Friedrich Haas (1. FC Nürnberg)                                    | 47,3 s0000            | Johannes Kaiser (VfL Wolfsburg)                                                | 47,8 s00               |
| 800 m                                        | Paul Schmidt (OSV Hörde)                                             | 1:49,4 min0          | Horst Liell (Post-SV Trier)                                             | 1:49,6 min0           | Herbert Missalla (TSV Bayer 04 Leverkusen)                                     | 1:49,9 min             |
| 1500 m                                       | Edmund Brenner (SKV Eglosheim)                                       | 3:51,2 min0          | Günter Dohrow (SCC Berlin)                                              | 3:51,7 min0           | Harald Mengler (TuS Eintracht Minden)                                          | 3:51,9 min             |
| 5000 m                                       | Ludwig Müller (Weseler TV)                                           | 14:25,0 min0         | Alfred Kleefeldt (TSV Wendlingen)                                       | 14:25,4 min0          | Wilhelm Schmidt (Werder Bremen)                                                | 14:28,4 min            |
| 10.000 m                                     | Walter Konrad (TSV 1860 München)                                     | 30:00,8 min0         | Xaver Höger (TV Grönenbach)                                             | 30:01,6 min0          | Ludwig Müller (Weseler TV)                                                     | 30:10,0 min            |
| Marathon                                     | Jürgen Wedeking (TSR Olympia Wilhelmshaven)                          | 2:26:08,2 h000       | Heinrich Arians (TSR Olympia Wilhelmshaven)                             | 2:35:02,8 h000        | Wilhelm Gänßler (ASV Landau)                                                   | 2:35:44,6 h00          |
| Marathon, Mannschaftswertung                 | TSR Olympia WilhelmshavenJürgen Wedeking Heinrich Arians Hans Gerdes | 7:38:10,8 h000       | TUSEM EssenAugust Blumensaat Fritz Schöning Manfred Günther             | 8:01:17,8 h000        | SCC BerlinHermann Brecht Günter Thiele Siegfried Dieckmann                     | 8:26:05,4 h00          |
| 110 m Hürden                                 | Martin Lauer (ASV Köln)                                              | 13,7 s0000           | Günter Brand (TV 1847 Wetzlar)                                          | 14,3 s0000            | Bert Steines (TuS Rot-Weiß Koblenz)                                            | 14,4 s00               |
| 200 m Hürden                                 | Martin Lauer (ASV Köln)                                              | 23,4 s0000           | Helmut Janz (VfL Gladbeck)                                              | 24,0 s0000            | Günther Wild (Heidelberger TV 1846)                                            | 24,0 s00               |
| 400 m Hürden                                 | Helmut Janz (VfL Gladbeck)                                           | 52,3 s0000           | Helmut Joho (USC Freiburg)                                              | 53,0 s0000            | Wolfgang Fischer (SpVgg. Feuerbach)                                            | 53,1 s00               |
| 3000 m Hindernis                             | Heinz Laufer (SpVgg. Feuerbach)                                      | 8:54,6 min0          | Helmut Thumm (TSV Bernhausen)                                           | 9:00,2 min0           | Hans Hüneke (VfL Wolfsburg)                                                    | 9:00,4 min             |
| 4 × 100 m Staffel                            | ASV KölnPeter Oertel Martin Lauer Klaus Förstel Manfred Germar       | 40,7 s0000           | Karlsruher SCLothar Knörzer Edmund Burg Heinz Fütterer Hans-Peter Meyer | 40,8 s0000            | TSV Bayer 04 LeverkusenKarl-Heinz Naujoks Adolf Kluck Horst Poehler Armin Hary | 41,1 s00               |
| 4 × 400 m Staffel                            | OSV HördePaul Schmidt Albert Radusch Udo Waldheim Manfred Poerschke  | 3:15,0 min0          | SuS BergedorfRainald Bohnhoff Jürgen Kühl Norman Weiß Claus Beissner    | 3:18,2 min0           | Post-SV HannoverRolf Ude Paul Hans-Jörg Becker Heinz Dymke                     | 3:18,6 min             |
| 3 × 1000 m Staffel                           | VfL WolfsburgHans Hüneke Alfred Brand Dieter Heydecke                | 7:14,8 min0          | Berliner SCPeter Adam Klaus Ostach Olaf Lawrenz                         | 7:16,2 min0           | TSV Bayer 04 LeverkusenDieter Emmerich Max Rentsch Herbert Missalla            | 7:24,0 min             |
| 20 km Gehen                                  | Horst Thomanske (Eintracht Braunschweig)                             | 1:37:09,6 h000       | Horst Brüning (BTSV 1850 Berlin)                                        | 1:38:45,6 h000        | Herbert Staubach (Meidericher SV)                                              | 1:42:20,0 h00          |
| 20 km Gehen, Mannschaftswertung              | Eintracht BraunschweigHorst Thomanske Erich Rodermund Viktor Siuda   | 5:05:25,4 h000       | Meidericher SVHerbert Staubach Fritz Seiler Herbert Link                | 5:22:03,2 h000        | Hamburger SVClaus Bartels Horst Gerdau Emil Griem                              | 5:24:40,2 h00          |
| 50 km Gehen                                  | Horst Thomanske (Eintracht Braunschweig)                             | 4:43:52,2 h000       | Anton Heinzer (SG Hausham 01)                                           | 5:07:24,0 h000        | Walter Stoltz (Eintracht Braunschweig)                                         | 5:09:15,4 h00          |
| 50 km Gehen, Mannschaftswertung              | Eintracht BraunschweigHorst Thomanske Walter Stoltz Gustav Peinemann | 15:07:17,8 h000      | Grün-Weiß EssenWolfgang Döring Alfred Fattmann Willi Schneidereit       | 15:37:24,2 h000       | SV FriedrichsgabeHarald Michelsen K.-H. Prehn Gerd Nickel                      | 16:17:05,0 h00         |
| Hochsprung                                   | Theo Püll (LG 1947 Viersen)                                          | 2,02 m               | Peter Riebensahm (ATSV Bremerhaven)                                     | 1,99 m                | Werner Bähr (VfL Wolfsburg)                                                    | 1,93 m                 |
| Stabhochsprung                               | Dieter Möhring (VfL Wolfsburg)                                       | 4,30 m               | Klaus Lehnertz (Solinger LC)                                            | 4,10 m                | Willi Reißmann (TV Fürth 1860)                                                 | 4,10 m                 |
| Weitsprung                                   | Manfred Molzberger (Olympia Oberberg)                                | 7,72 m               | Peter Scharp (Olympia Neumünster)                                       | 7,64 m                | Ronald Krüger (Polizei SV Kiel)                                                | 7,55 m                 |
| Dreisprung                                   | Hermann Strauß (TG Kitzingen)                                        | 15,29 m              | Jörg Wischmeier (Polizei-SV Mönchengladbach)                            | 14,98 m               | Robert Wiener (DJK Schweinfurt)                                                | 14,90 m                |
| Kugelstoßen                                  | Hermann Lingnau (Hannover 96)                                        | 17,12 m              | Dietrich Urbach (TSV 1860 München)                                      | 16,98 m               | Karl-Heinz Wegmann (Dortmunder SC 1895)                                        | 16,85 m                |
| Diskuswurf                                   | Otto Koppenhöfer (TG Heilbronn)                                      | 51,71 m              | Martin Bührle (USC Heidelberg)                                          | 49,18 m               | Dietrich Urbach (TSV 1860 München)                                             | 48,77 m                |
| Hammerwurf                                   | Hugo Ziermann (PSV Grünweiß Frankfurt)                               | 57,47 m              | Karl Storch (Borussia Fulda)                                            | 57,11 m               | Alfons Wiegand (Spvgg. 03 Neu-Isenburg)                                        | 56,52 m                |
| Speerwurf                                    | Heinrich Will (Rendsburger TSV)                                      | 74,82 m              | Luitpold Maier (TSV 1860 München)                                       | 74,48 m               | Hermann Rieder (TSV 1860 München)                                              | 73,63 m                |
| Fünfkampf, 1952er W. i. Klamm.: 1985er Wert. | Manfred Heide (TSV Neustadt/Rbg.)                                    | 3313 P (3651 P)      | Hermann Salomon (TuS Rotenburg/Wümme)                                   | 3249 P (3573 P)       | Walter Oberste (OSV Hörde)                                                     | 3120 P (3283 P)        |
| Fünfkampf, Mannschaftswertung                | TV Wetzlar 1847Rolf Reebs Detlef Manche Hans-Wilhelm Wolff           | 8795 P               | TG WürzburgHorst Heckmann Roland Umhau Joachim Saalfrank                | 8129 P                | TV LampertheimRudolf Grünewald W. Grünewald Schlatter                          | 7411 P                 |
| Zehnkampf, 1952er W. i. Klamm.: 1985er Wert. | Werner von Moltke (TSV Ellwangen)                                    | 6917 P (7062 P)      | Dieter Möhring (VfL Wolfsburg)                                          | 6446 P (6732 P)       | Erwin Meister (TSV 1860 München)                                               | 6446 P (6767 P)        |
| Zehnkampf, Mannschaftswertung                | ASV BerlinKlaus Nüske Gerhard Wöhlermann Karl-Heinz Drygalsky        | 17.050 P             | TuS Rot-Weiß KoblenzKarl-Ernst Schottes Bert Steines Gerhard Quitsch    | 16.185 P              | SV Darmstadt 98Lutz Reinhardt Gerhard Voigt Wolf Reinhardt                     | 15.791 P               |
| Waldlauf – 7260 m                            | Walter Konrad (TSV 1860 München)                                     | 21:58,0 min0         | Ludwig Müller (Weseler TV)                                              | 22:03,0 min0          | Xaver Höger (TV Grönenbach)                                                    | 22:05,2 min            |
| Waldlauf, Mannschaftswertung                 | TSV 1860 MünchenWalter Konrad Hans Widl Udo Boening                  | 11 P (Plätze 1/4/11) | SCC BerlinLerch Günter Dohrow Gideon Papke                              | 22 P (Plätze 9/10/13) | VfB StuttgartStefan Lüpfert Rudolf Schäffler Egon Schönauer                    | 39 P (Plätze 14/17/20) |

## Medaillengewinnerinnen Frauen
| Disziplin                     | Gold                                                                  | Leistung            | Silber                                                                      | Leistung               | Bronze                                                                            | Leistung             |
| ----------------------------- | --------------------------------------------------------------------- | ------------------- | --------------------------------------------------------------------------- | ---------------------- | --------------------------------------------------------------------------------- | -------------------- |
| 100 m                         | Inge Fuhrmann (SCC Berlin)                                            | 11,6 s00            | Maren Collin (Wuppertaler SV)                                               | 11,9 s00               | Christiane Voß (VfB Friedrichshafen)                                              | 12,0 s00             |
| 200 m                         | Inge Fuhrmann (SCC Berlin)                                            | 24,2 s00            | Christiane Voß (VfB Friedrichshafen)                                        | 25,0 s00               | Maren Collin (Wuppertaler SV)                                                     | 25,1 s00             |
| 400 m                         | Antje Braasch (TuS Alstertal Hamburg)                                 | 57,1 s00            | Käthe Weigel (Viktoria Aschaffenburg)                                       | 57,5 s00               | Ulrike Lehr (Stuttgarter Kickers)                                                 | 58,3 s00             |
| 800 m                         | Ariane Döser (SSV Reutlingen 05)                                      | 2:12,6 min          | Margarete Buscher (LC Nordhorn)                                             | 2:15,7 min             | Edith Schiller (ASV Köln)                                                         | 2:16,8 min           |
| 80 m Hürden                   | Zenta Kopp geb. Gastl (TSV 1860 München)                              | 10,8 s00            | Gertrud Hantschk (TS Jahn München)                                          | 11,1 s00               | Anneliese Seonbuchner (1. FC Nürnberg)                                            | 11,1 s00             |
| 4 × 100 m Staffel             | Hannover 96Renate Bicker Renate Marsch Erika Fisch Stefanie Pachnicke | 48,1 s00            | OSC BerlinErika Rybakowski Marianne Müller Ingrid Gottzmann Isolde Beichler | 48,4 s00               | TSV 1860 MünchenInge Schell Heidi Maasberg Erika Freilinger Zenta Kopp geb. Gastl | 48,8 s00             |
| Hochsprung                    | Inge Kilian (Eintracht Braunschweig)                                  | 1,67 m              | Ilia Hans (SpVgg Bissingen)                                                 | 1,61 m                 | Heidi Maasberg (TSV 1860 München)                                                 | 1,61 m               |
| Weitsprung                    | Erika Fisch (Hannover 96)                                             | 6,15 m              | Helga Hoffmann (ATSV Saarbrücken)                                           | 5,97 m                 | Liesel Jakobi (ATSV Saarbrücken)                                                  | 5,96 m               |
| Kugelstoßen                   | Marianne Werner geb. Schulze-Entrup (SC Greven 09)                    | 14,95 m             | Mathilde Hartl (TV Mallersdorf)                                             | 14,32 m                | Hannelore Klute (TG Homburg)                                                      | 13,86 m              |
| Diskuswurf                    | Kriemhild Hausmann (Preussen Krefeld)                                 | 51,62 m             | Gudrun Kapolke (Hamburger SV)                                               | 46,09 m                | Anne-Chatrine Lafrenz (SC Greven 09)                                              | 45,87 m              |
| Speerwurf                     | Jutta Neumann (OSC Berlin)                                            | 52,35 m             | Almut Brömmel (TSV 1860 München)                                            | 52,27 m                | Liselotte Kipp (Soester TV)                                                       | 48,61 m              |
| Fünfkampf, 1955er Wertung     | Edeltraud Eiberle (TG Trossingen)                                     | 4648 P              | Anneliese Seonbuchner (1. FC Nürnberg)                                      | 4480 P                 | Gertrud Hantschk (TS Jahn München)                                                | 4437 P               |
| Fünfkampf, Mannschaftswertung | 1. FC NürnbergAnneliese Seonbuchner Liselotte Sturm Helga Undheim     | 12.441 P            | TS Jahn MünchenGertrud Hantschk H. Koch Babel                               | 11.826 P               | Preussen KrefeldKriemhild Hausmann Kellers Ponzelar                               | 11.491 P             |
| Waldlauf – 1000 m             | Margarete Buscher (LC Nordhorn)                                       | 2:52,2 min          | Edith Schiller (ASV Köln)                                                   | 2:52,2 min             | Antje Braasch (TuS Alstertal Hamburg)                                             | 2:53,1 min           |
| Waldlauf, Mannschaftswertung  | ASV KölnEdith Schiller Brigitte Stötzel Berti Begasse                 | 8 P (Plätze 2/4/11) | OSC BerlinMann Wolf Tietz                                                   | 18 P (Plätze 10/17/22) | Post-SG MannheimRosemarie Nitsch Hannelore Dörr Sell                              | 33 P (Plätze 7/26/?) |

## Videolink
- Video UFA Wochenschau 1958 mit Ausschnitten der Deutschen Leichtathletik-Meisterschaften 1958 in Hannover, Bereich: 7:33 min bis 10:28 min aus dem Filmothek-Bundesarchiv, abgerufen am 2. April 2021